# Rixdorfer Teich und Umgebung
Der Rixdorfer Teich und Umgebung ist ein Naturschutzgebiet in der schleswig-holsteinischen Gemeinde Lebrade im Kreis Plön. Das Gebiet ist Bestandteil des 115 Hektar großen FFH-Gebietes „NSG Rixdorfer Teiche und Umgebung“ und Bestandteil des EU-Vogelschutzgebietes „Teiche zwischen Selent und Plön“. Zuständige untere Naturschutzbehörde ist der Kreis Plön. Die Betreuung des Gebietes erfolgt durch den Naturschutzbund Deutschland, Landesverband Schleswig-Holstein.
Das Naturschutzgebiet liegt nördlich von Plön zwischen Rathjensdorf und Lebrade am Rand des Naturparks Holsteinische Schweiz inmitten einer von landwirtschaftlichen Nutzflächen geprägten Landschaft. Es besteht aus vier Teilflächen und stellt Rixdorfer Teich, Ketelsbekteich, Neuen Teich, Rummelteich und Osterwischteich mit den jeweils Uferbereichen und angrenzenden Flächen unter Schutz. Bei den nährstoffreichen Teichen handelt es sich um aufgestaute Fischteiche mit Unterwasservegetation, die von Feuchtgebieten und kleinflächig mageren Mähwiesen umgeben sind. Teilweise stocken Gehölze an den Ufern der Teiche. Die Fischteiche werden extensiv bewirtschaftet. Rixdorfer Teich, Ketelsbekteich, Neuer Teich und Rummelsteich sind über Bachläufe miteinander verbunden. Den Abfluss bildet die Kossau im Osten des Rixdorfer Teichs.
Die Teiche zeichnen sich durch ein artenreiches Amphibienvorkommen aus. So kommen hier u. a. Rotbauchunke, Nördlicher Kammmolch, Moor- und Laubfrosch vor. Die Teiche sind auch für brütende und rastende Wasservögel von wesentlicher Bedeutung.